# Salomea Kapuścińska
Salomea Anna Kapuścińska (ur. 20 lutego 1940 w Warszawie zm. 1 maja 2016) – polska poetka, autorka słuchowisk oraz tekstów piosenek.
Ukończyła studia na Wydziale Historycznym (historię sztuki) na Uniwersytecie Wrocławskim oraz Państwowe Ognisko Sztuki Plastycznej. Debiutowała jako poetka na łamach czasopisma "Poglądy" (Katowice) w 1957 roku. Pracowała jako dekoratorka wnętrz.

## Tomiki poezji
- Chłodno jest oczom
- Wołanie na ptaka
- Zbroja błękitna
- Tryptyk ze snu
- Białostrunne
- Zmilczenia
- Czuwanie
- Dzban ognia
- Natura płomienia
- Pożeganie brata
- Nadzieja